# Bursite prépatellaire
 Mise en garde médicale
La bursite prépatellaire est une inflammation de la bourse prépatellaire à l'avant du genou.

## Symptômes
Les symptômes comprennent généralement un gonflement, une rougeur, une sensibilité et éventuellement une diminution mineure de l'amplitude des mouvements ,. Les cas de  longue durée ont généralement peu de douleur.

## Causes
Elle est le plus souvent due à des traumatismes mineurs répétés au niveau du genou, comme le fait de s'agenouiller , les autres causes peuvent être une blessure unique, la goutte, la polyarthrite rhumatoïde ou une infection,. Les facteurs de risque comprennent les professions qui nécessitent de s'agenouiller fréquemment et une mauvaise fonction immunitaire ,.

## Diagnostic
Le diagnostic est généralement basé sur les symptômes et l'examen, avec éventuellement une aspiration pour  exclure une infection.

## Traitement
Le traitement peut inclure  du repos, les AINS et l'application de glace . En cas d'infection, 7 jours d'antibiotiques suffisent généralement. L'injection de stéroïdes peut être utilisée pour les cas à long terme. Dans les cas où les autres mesures échouent, une bursectomie peut être pratiquée . Les résultats sont généralement bons.

## Fréquence
La bursite prépatellaire est relativement  fréquente, on estime qu'elle affecte environ 1 personne sur 10 000 par an; soit la deuxième en fréquence seulement après la bursite olécrânienne ,. Elle est plus fréquente chez les hommes que chez les femmes. Les personnes âgées de 40 à 60 ans sont le plus souvent touchées. Historiquement, on l'appelait la bursite des femmes de ménage, la bursite des poseurs de tapis ou la bursite des charpentiers .